# Laufhaus
Un laufhaus es un edificio con apartamentos que trabajadoras sexuales pueden alquilar y usar como base de operaciones. Los laufhauses son burdeles muy populares en Alemania, Austria y Suiza. Traducido, "laufhaus" significa "casa de correr", donde lauf significa correr y haus significa casa. Las mujeres que trabajan en los laufhauses pueden alojarse y dormir allí incluso cuando no están trabajando.

## Funcionamiento
A diferencia de otros tipos de burdeles, en los laufhauses no se cobra entrada. Los visitantes pueden moverse libremente por el edificio y ver a las trabajadoras. Suele haber algún tipo de señal en la puerta que indica si la mujer está disponible. Cuando lo está, el cliente puede llamar, conversar sobre los precios y servicios, e incluso negociar las condiciones. Si la propuesta no le convence, simplemente puede seguir visitando otras habitaciones.
El propietario del edificio alquila las habitaciones a las mujeres, quienes deben pagar el alquiler por día, semana o mes (según el laufhaus). Además de alquilar las habitaciones, el propietario también tiene la obligación de crear un sitio web para el laufhaus, manteniéndolo actualizado con las nuevas mujeres e informando a los clientes sobre las mujeres que trabajan actualmente.
Las mujeres que trabajan en laufhauses se lucran ofreciendo diversos tipos de servicios sexuales a sus clientes. Los clientes pagan directamente a las mujeres antes de la sesión. El dinero que ganan es suyo y no tienen que dárselo a nadie más, teniendo éstas únicamente que pagar por el alquiler.